# Puerto de Esauira
El Puerto de Esauira es un importante puerto de pesca tradicional del siglo XVIII en Esauira en el océano Atlántico en el país africano de Marruecos. 
Las excavaciones arqueológicas revelan que la bahía de Esauira / islas Purpuraires fueron inicialmente puntos de escala fenicios (en el siglo VII a. C.), cretenses, griegos, romanos, y portugueses (en el siglo XV bajo el nombre de Mogador).
En 1765 el sultán Mohammed III de Marruecos (1720-1790) fundó la ciudad de Esauira, tal como existe hoy en día, y estableció el puerto real 1770, entonces el puerto más importante del comercio en Marruecos, entre África, Europa y América, desde finales del siglo XVIII hasta la construcción del puerto de Casablanca, el de Tánger y el de Agadir a finales del siglo XIX.